# Греч (Вилча)
Греч (рум. Greci) — село у повіті Вилча в Румунії. Входить до складу комуни Матеєшть.
Село розташоване на відстані 191 км на північний захід від Бухареста, 41 км на захід від Римніку-Вилчі, 85 км на північ від Крайови.

## Населення
За даними перепису населення 2002 року у селі проживали 617 осіб, усі — румуни. Усі жителі села рідною мовою назвали румунську.